# Erzbistum Ibadan
Das Erzbistum Ibadan (lateinisch Archidioecesis Ibadanensis) ist eine in Nigeria gelegene römisch-katholische Erzdiözese mit Sitz in Ibadan.

## Geschichte
Das Erzbistum Ibadan wurde am 13. März 1952 durch Papst Pius XII. mit der Apostolischen Konstitution Apostolica Sedes aus Gebietsabtretungen des Erzbistums Lagos als Apostolische Präfektur Ibadan errichtet.
Die Apostolische Präfektur Ibadan wurde am 28. April 1958 durch Pius XII. zum Bistum erhoben und dem Erzbistum Lagos als Suffraganbistum unterstellt. Am 26. März 1994 wurde das Bistum Ibadan durch Papst Johannes Paul II. mit der Apostolischen Konstitution Cum in Nigeria zum Erzbistum erhoben.

## Ordinarien

### Apostolische Präfekten von Ibadan
- Richard Finn SMA, 1953–1958

### Bischöfe von Ibadan
- Richard Finn SMA, 1958–1974
- Felix Alaba Adeosin Job, 1974–1994

### Erzbischöfe von Ibadan
- Felix Alaba Adeosin Job, 1994–2013
- Gabriel ’Leke Abegunrin, seit 2013